# Service encyclopédique de la manufacture de Sèvres
Le Service encyclopédique de la manufacture de Sèvres est un service de table en porcelaine de période et de style Empire conservé au musée du Louvre.

## Historique
Ce service a été offert par Napoléon Ier en juin 1806 au ministre secrétaire d'État Hugues-Bernard Maret pour son rôle dans le mariage de Stéphanie de Beauharnais avec le futur Charles II de Bade,.
Le service a été conservé par les descendants d'Hugues Maret jusqu'en 2007, date à laquelle il a été offert au musée du Louvre.

## Description

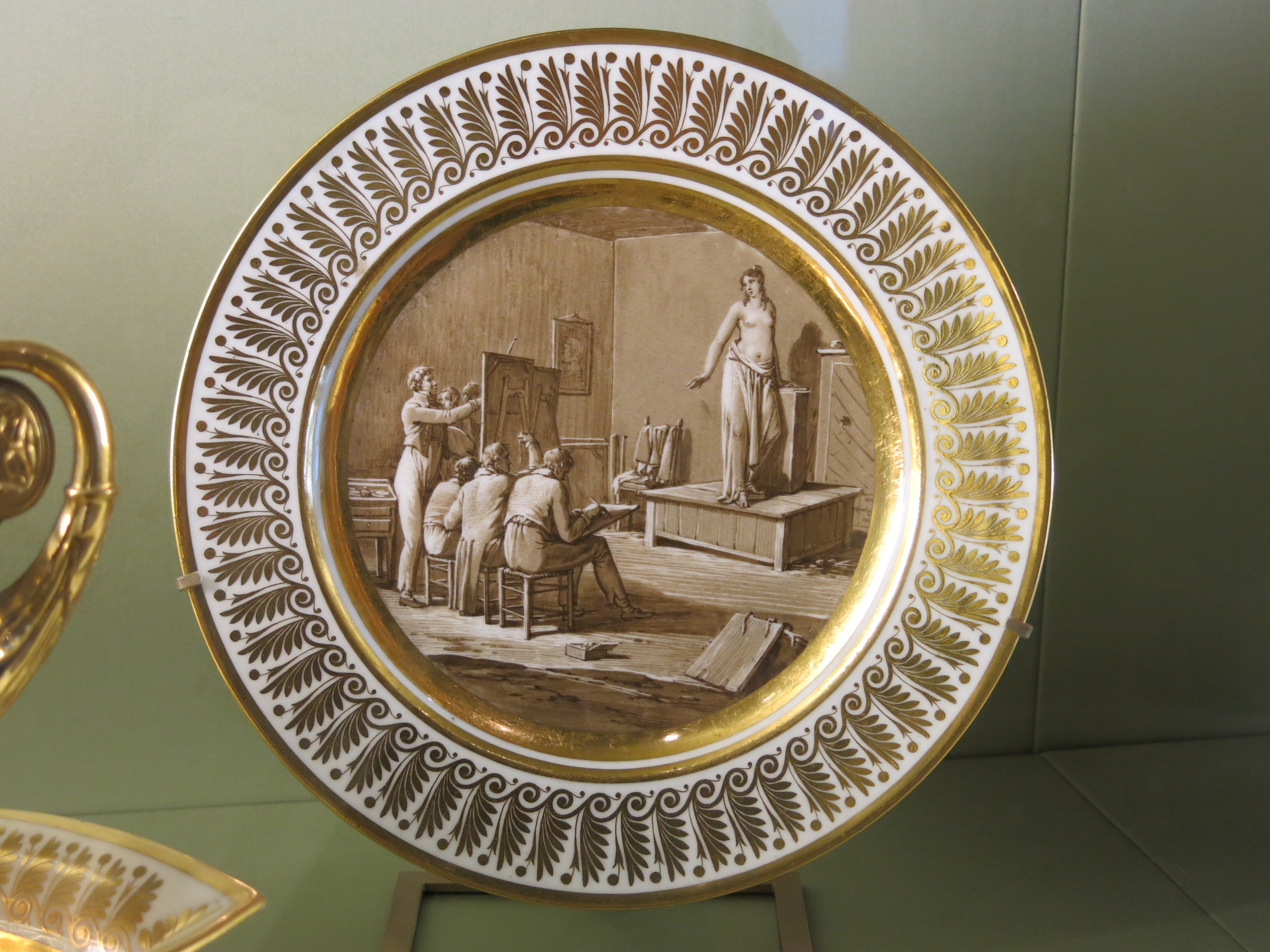
L'assiette du service sur la peinture

Le service a été créé par la manufacture de Sèvres. Il comporte 60 assiettes plates, 12 compotiers ronds à pied,,,,,, 2 sucriers à anses en volute,, 4 corbeilles rondes à pied,, 2 vases à glace,, 4 vases ou jattes à fruits,,,.
Les artistes sont : le peintre Jacques François Joseph Swebach-Desfontaines (Metz, 1769 - Paris, 1823), le tourneur Morin, le répareur et garnisseur Godin Jeune.
Swebach s'inspira des planches illustrant l'Encyclopédie de Diderot et d'Alembert. On trouve comme sujets :
- l'agriculture : Laboureurs[17], Les Faucheurs[18], Moissonneurs[19], Bateurs engrange[20], Vendangeurs[21], Ruches d'Abeilles[22], Culture du Coton[23], Berger[24], Jardinier-maraiché[25]…

- les métiers du bois : Bucherons[26], Scieurs de Long[27], Tourneur en bois[28], Menuisier[29]…

- les métiers du bâtiment : Couvreurs[30], Platriere[31], Terrassier[32], Maçon tailleur de pierre[33], Ingénieur[34], Paveur[35]…

- les métiers liés aux chevaux : Marchand de chevaux[36], Sellier-Bourelier[37], Le manège[38]…

- les métiers de la chasse et de la pêche : Chasse au cerf[39], Oiseleur[40], Les Pêcheurs[41], Danse des Chiens[42], Chasse au tiré[43], Quête du cerf[44]…

- les arts : École de Géométrie[45], Graveur en taille-douce[46], Imprimeur en taille-douce[47], Sculpteur[48], Peintre, Écrivain public[49], Académie de dessin[50], Maitre d'Ecole[51], Ménétrier[52]…

- l'artisanat : Blanchisseurs[53], Moulin à Vent[54], Vue générale de la Sucrerie[55], Amydonier[56], Moulin à Eau[57], Travail du Chanvre[58], Fabrique de Charbon[59], Metier de Cotonade[60], Vannier[61], Tonelier[62], Le Rémouleur[63], Salpêtrier[64], Marchande de Poterie[65], Le barbier[66], Boulanger[67]…

- les jeux : Escamoteur[68], Jeu de Billard[69], Jeu de Quilles[70], Marionettes[71], Jeu d'Arc[72], Jeu de Dez[73]…

- les métiers de la guerre : Art militaire[74], Arquebuse[75]…